# ستيوارت تورنر (لاعب اتحاد الرغبي)
ستيوارت تورنر (بالإنجليزية: Stuart Turner)‏ هو لاعب اتحاد الرغبي بريطاني، ولد في 22 أبريل 1972 في ساوثبورت ‏ في المملكة المتحدة.

## وصلات خارجية
- ستيوارت تورنر على موقع دوري الرغبي الممتاز (الإنجليزية)
- ستيوارت تورنر عل موقع إسبنسكروم (الإنجليزية)
- ستيوارت تورنر على موقع ItsRugby.co.uk (الإنجليزية)